# 什帕斯巴克
什帕斯巴克（法語：Sparsbach，发音：[ʃpaʁsbak] 或 [ʃpaʁsbax]）是法国下莱茵省的一个市镇，属于萨韦尔讷区和英维莱尔县（Ingwiller）。该市镇总面积13.58平方公里，2009年时的人口为256人。

## 人口
什帕斯巴克人口变化图示